# Rochedo de Socotra

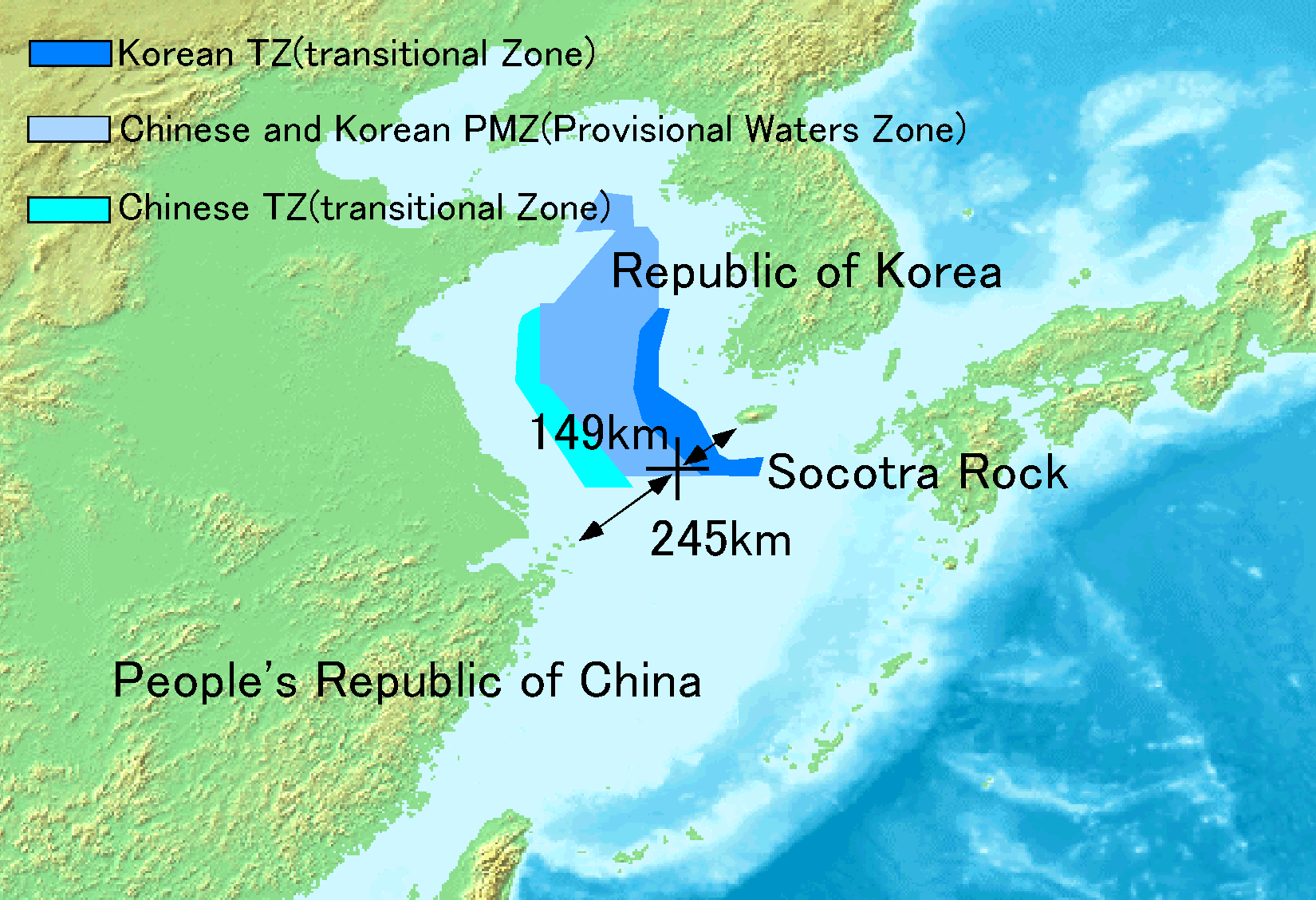
Localização

O rochedo de Socotra é um arrecife (formação rochosa) localizado no Mar da China Oriental. O rochedo é administrado pela Coreia do Sul, e disputado pela República Popular da China.